# روز آنلاین
روز آنلاین روزنامه‌ای اینترنتی بود که هر بامداد (به جز جمعه‌ها و شنبه‌ها) به وقت تهران در اینترنت منتشر می‌شد. بودجه این نشریه از طرف موسسه هلندی هیفوس تأمین می شد. نخستین شمارهٔ آن در روز سه‌شنبه ۲۰ اردیبهشت ۱۳۸۴، ۱۰ مهٔ ۲۰۰۵ میلادی منتشر شد و انتشار آن در نخستین روز سال ۲۰۱۶ بعد از ۱۲ سال فعالیت و انتشار ۲۵۰۰ شماره به دلیل پایان بودجه متوقف شد.